# Neonauclea
Genre
Classification phylogénétique
Neonauclea est un genre de plantes de la famille des Rubiaceae.

## Liste d'espèces
- Neonauclea forsteri Merr. appelé "Mara" en tahitien
- Neonauclea reticulata (Havil.) Merr.